# اتو

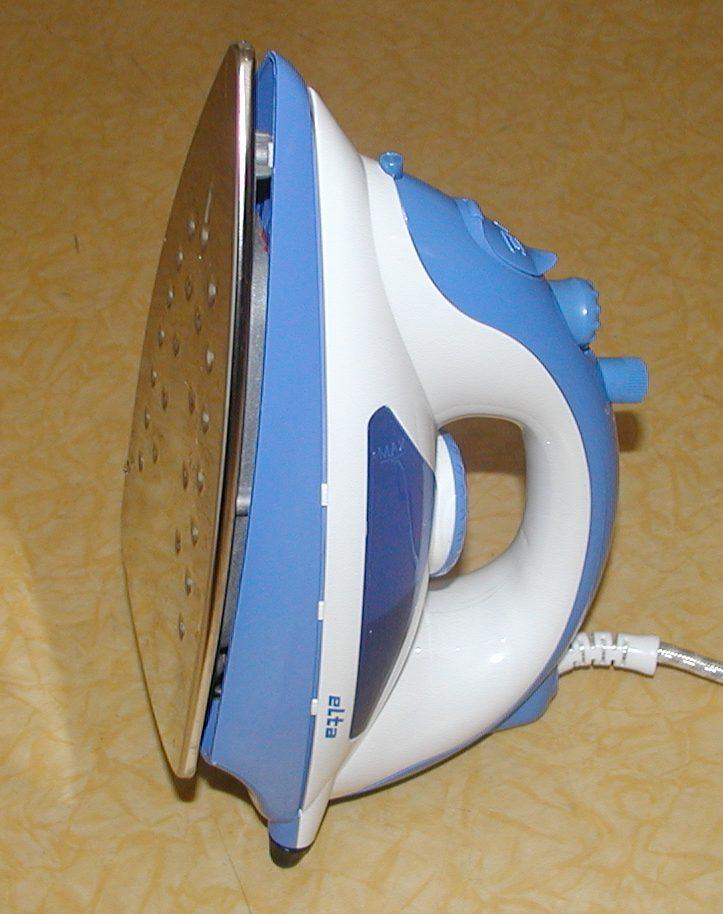
اتوی برقی.

اتو یا اطو یکی از وسایل خانگی است که برای صاف کردن پارچه پس از خشک‌شدن آن‌ها، استفاده می‌شود. اتوکشی بیشتر تنها برای نمود زیباتر دادن به پوشاک و پارچه‌ها انجام می‌شود ولی در عین حال به‌خاطر دمای بالای فلز کف اتو، باکتریهای روی پوشاک نیز کشته می‌شوند که این به بهداشت لباس کمک می‌کند. اتو کشیدن دستمال‌های جیبی یا دستمال‌های آشپزخانه می‌توانند بنابراین به بهداشت کمک نماید.
اتو بخار یا اتوی مولد بخار، دستگاهی است که از یک اتوی لباس و یک مخزن بخار جداگانه تشکیل شده است. با داشتن یک مخزن جداگانه، دستگاه اتو می‌تواند بخار بیشتری نسبت به اتوی معمولی تولید کند و اتوی بخار را سریع‌تر انجام دهد. چنین دستگاه‌های اتوکشی نسبت به اتوهای معمولی زمان بیشتری برای گرم شدن نیاز دارند و هزینه بیشتری نیز دارند.

## واژه‌شناسی
واژه اتو از قرن دهم به بعد در آثار شعر و نثر فارسی به کار رفته و برخی اصل آن را فارسی و برخی روسی دانسته‌اند.

## دماهای اتوکشی
- کتان: ۲۳۰ °C
- تریاستات: ۲۰۰°C
- پنبه‌ای و نخی: ۲۰۴°C
- ویسکوز: ۱۹۰°C
- پشم: ۱۴۸°C
- پلی‌استر: ۱۴۸°C
- ابریشم: ۱۴۸°C
- استات: ۱۴۳°C
- آکریل: ۱۳۵°C
- لیکرا/اسپاندکس: ۱۳۵°C
- نایلون ۶٫۶: ۱۳۵°C

## نگارخانه

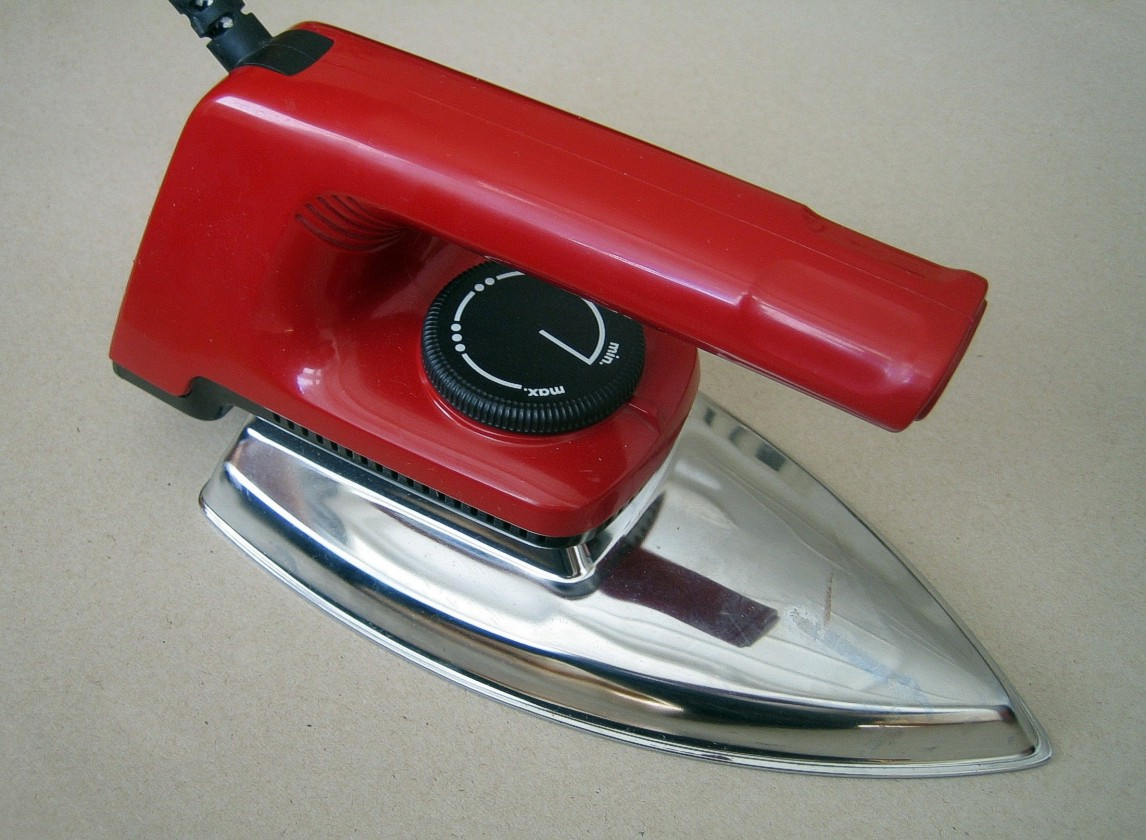
اتوی برقی قدیمی
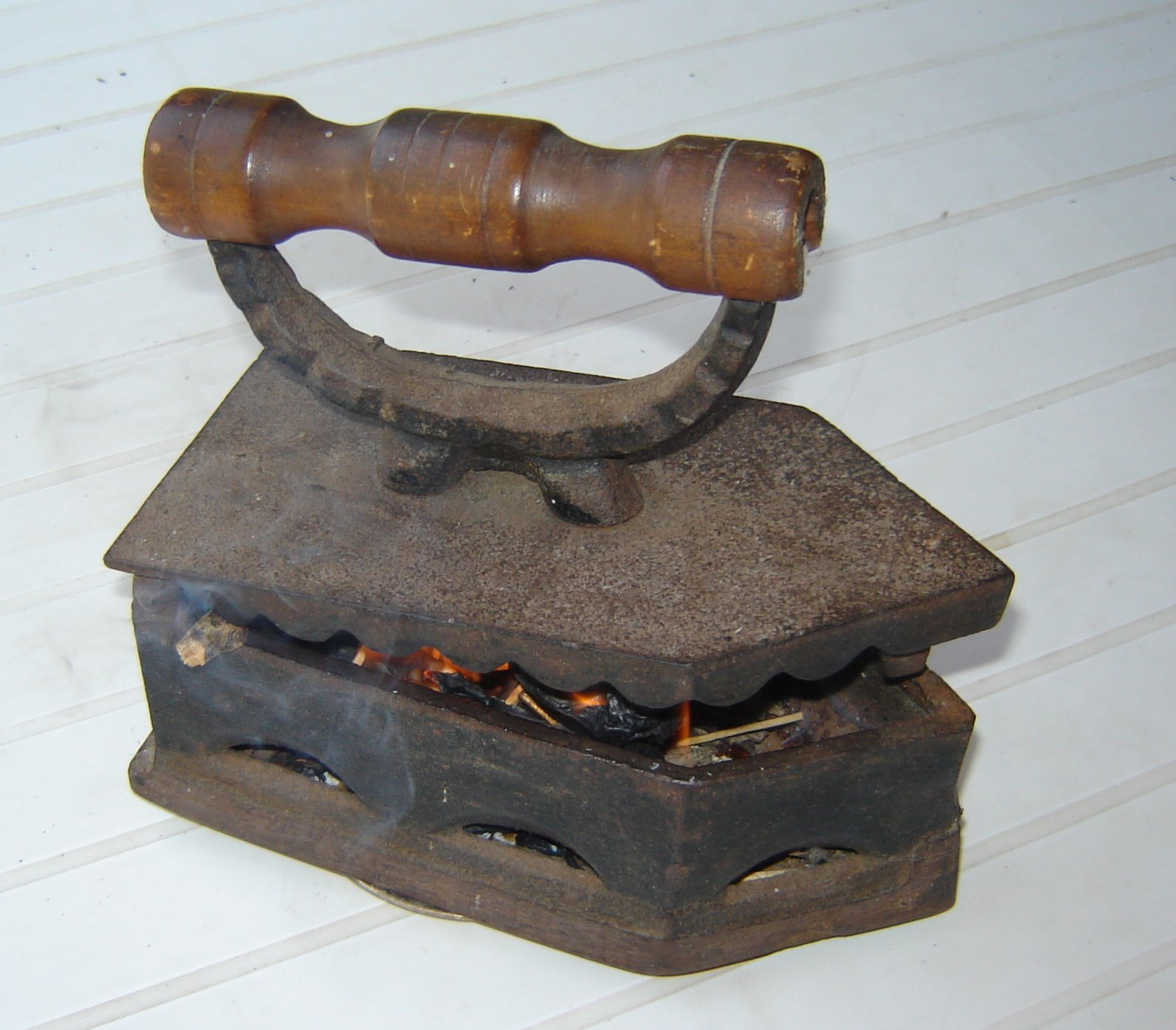
اتوی ذغالی، برزیل
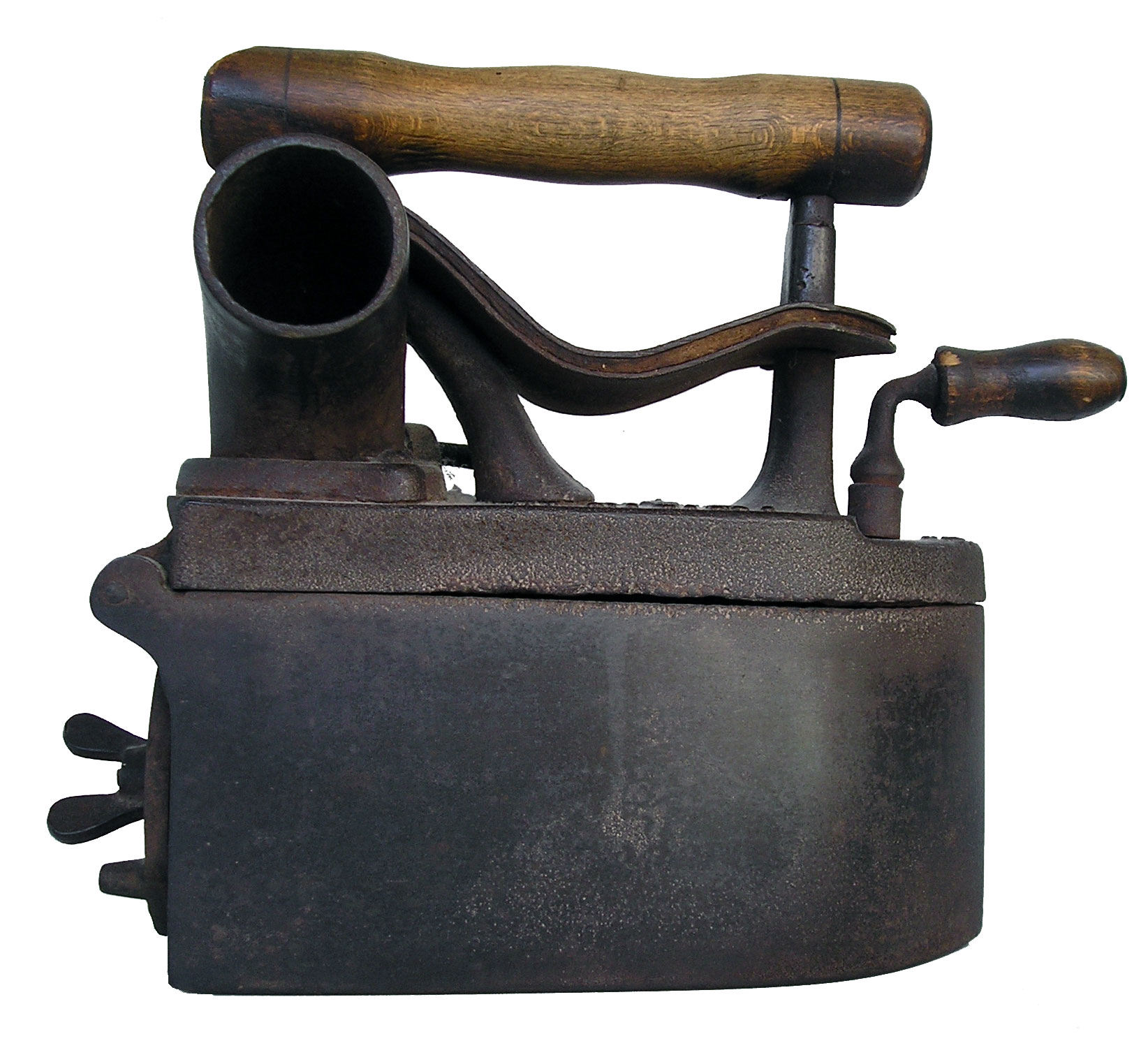
اتوی ذغالی
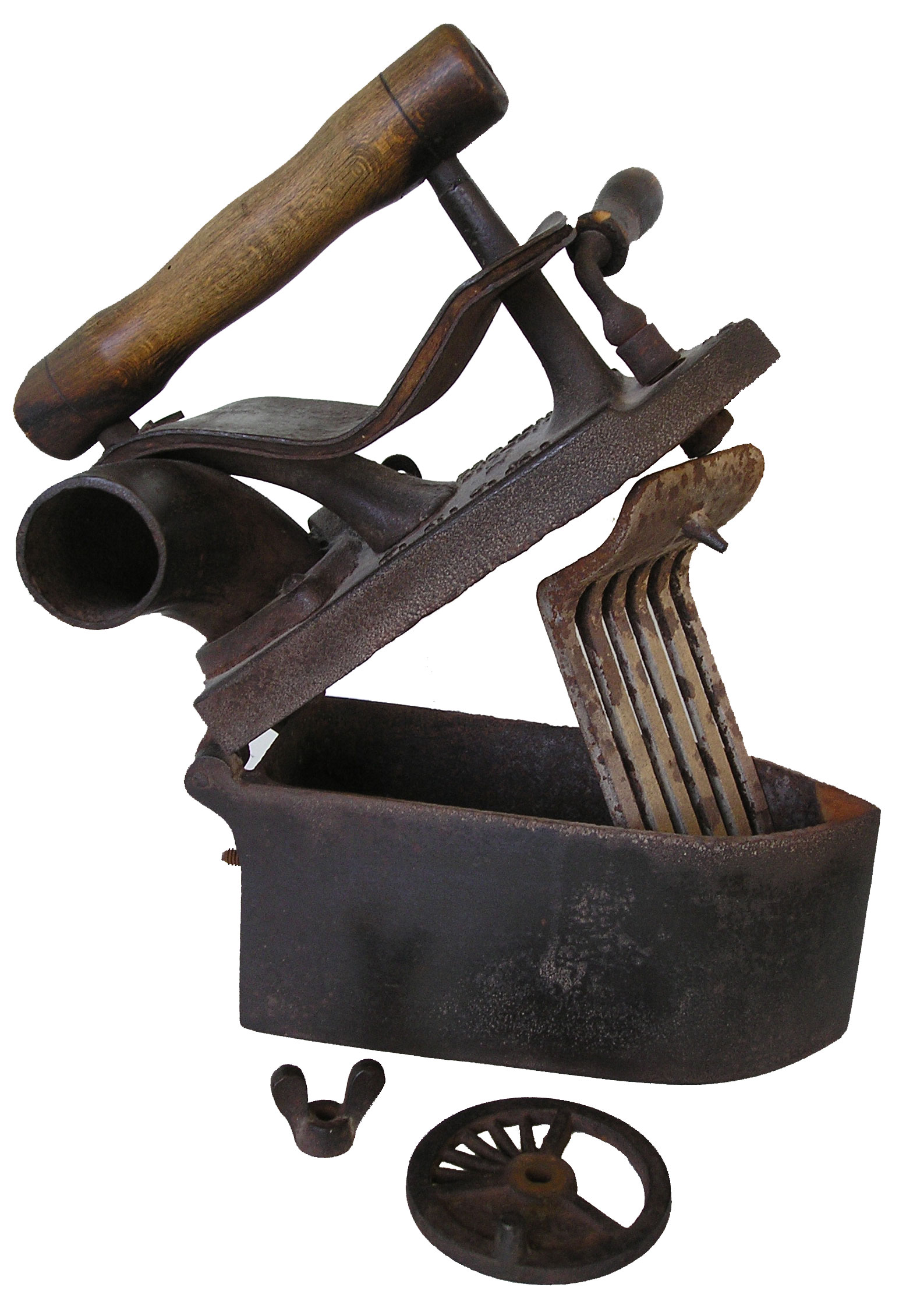
اتوی ذغالی (باز)